# Пономарчук, Александр Фёдорович
Александр Фёдорович Пономарчук (18.08.1918 — 14.12.1944) — помощник командира взвода пешей разведки 1172-го стрелкового полка (348-я стрелковая дивизия, 3-я армия, 2-й Белорусский фронт) младший сержант, участник Великой Отечественной войны, кавалер ордена Славы трёх степеней.

## Биография
Родился 18 августа 1918 года в селе Михайловка ныне Михайловского района Приморского края в семье рабочего. Русский. С отличием окончил 7 классов сельской школы. С 1934 года работал телеграфистом в Михайловском районном узле связи. В 1940 году окончил 3 курса Благовещенского горного техникума.
В ноябре 1940 года был призван в Красную Армию Благовещенским райвоенкоматом. На фронте в Великую Отечественную войну с июля 1941 года. Был дважды ранен – в августе 1941 года и сентябре 1943 года. Вернувшись на фронт воевал в составе 1172-го стрелкового полка 348-й стрелковой дивизии, был командиром отделения в 285-й штрафной роте, помощником командира взвода пешей разведки.
18 – 20 ноября 1943 года в районе населённого пункта Хотеево (Брянская область) красноармеец Пономарчук, вывел из строя свыше 10 солдат, гранатами подавил пулемётную точку.
Приказом по частям 348-й стрелковой дивизии № 141 от 7 декабря 1943 года красноармеец Пономарчук Александр Фёдорович награждён орденом Славы 3-й степени.
26 июня 1944 года у населённого пункта Городец (Могилёвская область, Белоруссия) младший сержант Пономарчук, действуя в разведке, в составе группы принял бой с превосходящими силами противника численность свыше 170 человек. Разведчики ударили во фланг гитлеровцам. Пномарчук в это бою огнём из автомата и гранатами лично уничтожил до 20 гитлеровцев, шестерых разведчики взяли в плен. При этом были захвачены ценные документы. За этот разведвыход был представлен к награждению орденом Красной Звезды.
Приказом по войскам 3-й армии (№345/н) от 28 июля 1944 года младший сержант Пономарчук Александр Фёдорович награждён орденом Славы 2-й степени.
29 июля был ранен, после выздоровления вернулся в свою роту. В составе своего полка участвовал в боях за освобождение Польши.
28 августа 1944 года севернее города Белосток (Белоруссия, ныне Польша) младший сержант Пономарчук, действуя в тылу врага с группой разведчиков, установил расположение огневых средств противника: двух артиллерийских батарей и трёх пулемётных точек. Возвращаясь, при подходе к переднему краю обороны врага, обнаружил замаскированный дзот и подорвал его вместе с вражескими пулемётчиками. Был представлен к награждению орденом Славы 1-й степени.
С 9 октября 1944 года дивизия вела наступательные бои по расширению плацдарма на западном берегу реки Нарев. 10-17 октября 1944 года при прорыве обороны противника на реке Нарев смело действовал в разведке, уничтожил огнём из автомата несколько гитлеровцев, гранатами подорвал вражеский танк. Был представлен к награждению орденом Отечественной войны 2-й степени, награждён медалью «За отвагу».
14 декабря 1944 года при выполнении разведывательного задания сержант Пономарчук погиб. Был похоронен у деревни Тлущ (гмина Червонка, Остроленцкое воеводство, Польша), позднее перезахоронен на кладбище советских воинов городе Макув Мазовецки (Мазовецкое воеводство, Польша).
Указом Президиума Верховного Совета СССР от 24 марта 1945 года младший сержант Пономарчук Александр Фёдорович награждён орденом Славы 1-й степени. Стал полным кавалером ордена Славы.

## Награды
- Полный кавалер ордена Славы:
  - орден Славы I степени (24.03.1945)[4];
  - орден Славы II степени (29.07.1944)[5];
  - орден Славы III степени (07.12.1943)[6];
  - «Медаль «За отвагу»» (12.12.1944)[7];

## Память
- Его имя увековечено на Аллее Героев в селе Михайловское ул. Красноармейская, д. 16, Центральная площадь[8].
- На здании Детской школы искусств (ранее школа в которой учился герой) установлена мемориальная доска (Красноармейская, 17 село Михайловка, Михайловский район)[9].
- Его имя увековечено в Главном Храме Вооружённых сил России, и навсегда запечатлено на мемориале «Дорога памяти».
- Увековечен на Мемориале на кладбище советских воинов городе Макув Мазовецки (Мазовецкое воеводство, Польша)[1].